# Zweder van Montfoort (Hoeksgezinde)
Zweder van Montfoort (overleden vóór 1500) was een zoon van Jan III van Montfoort en Wilhelmina van Naaldwijk. Hij werd slotvoogd van Woerden (1488-90) genoemd. Hij maakte deel uit van de driekoppige commissie die Jonker Frans van Brederode verkoos als Hoekse leider tijdens de laatste opleving van de Hoekse en Kabeljauwse twisten, genaamd de Jonker Fransenoorlog. Zweder was aanwezig in het contingent van Reinier van Broekhuyzen in mei 1489 bij het plunderen van Bodegraven. In juni 1489 nam Zweder het geruïneerde slot van Poelgeest in en plunderde rondom de stad Leiden. Hij overleed voordat hij zijn vader kon opvolgen als burggraaf van Montfoort. 